# Кудрявцев, Василий Васильевич
Васи́лий Васи́льевич Кудря́вцев (1913—1956) — советский боксёр наилегчайшей весовой категории, выступал на всесоюзном уровне в 1930-х — 1940-х годах. На соревнованиях представлял команду «Красное Знамя», чемпион СССР, призёр многих республиканских и областных турниров, заслуженный мастер спорта. Также известен как тренер по боксу, был личным тренером знаменитого ивановского чемпиона Юрия Соколова. Участник Великой Отечественной войны.

## Биография
Василий Кудрявцев родился в 1913 году в городе Иванове. Активно заниматься боксом начал в возрасте девятнадцати лет в секции при доме культуры железнодорожников, проходил подготовку под руководством тренера Сергея Архангельского, а позже присоединился к ивановскому клубу «Красное Знамя». Первого серьёзного успеха на ринге добился в 1932 году, когда в наилегчайшем весе выиграл первенство Ивановского промышленного округа, куда также входили Владимирская, Костромская и Ярославская области. В 1936 году завоевал серебряную медаль на чемпионате СССР по боксу — в решающем матче не сумел одолеть армянского чемпиона Левана Темуряна. Год спустя вновь проиграл в финале Темуряну и вновь занял второе место.
Настоящая известность пришла к Кудрявцеву в 1939 году, он одолел всех своих соперников в наилегчайшем дивизионе и выиграл тем самым титул чемпиона Советского Союза по боксу. В следующем сезоне пытался защитить чемпионское звание, благополучно дошёл до финала, но там потерпел поражение от харьковчанина Льва Сегаловича.
Ещё в 1936 году Кудрявцев прошёл курсы тренеров и начиная с этого времени работал инструктором по физической культуре на фабрике имени Балашова, где создал впоследствии сильнейшую в области спортивную команду. После начала Великой Отечественной войны ушёл добровольцем на фронт, несмотря на то, что имел бронь в связи с подготовкой военного резерва в тылу. В ходе войны, тем не менее, не прекращал тренироваться и участвовать в редких проводившихся турнирах, например, в 1942 году стал чемпионом РСФСР. Когда возобновилось первенство страны по боксу, вернулся на всесоюзный уровень, в частности, занял третье место на чемпионате 1946 года. Возобновилось и его соперничество с Сегаловичем, в 1948 году Кудрявцев в очередной раз встретился с ним в финале и в очередной раз проиграл. Последний раз выходил на ринг в качестве действующего спортсмена в 1949 году, потерпел поражение от Сегаловича на стадии полуфиналов и вскоре принял решение завершить карьеру боксёра. За выдающиеся спортивные достижения в 1950 году удостоен почётного звания «Заслуженный мастер спорта СССР».
Не меньшего успеха Василий Кудрявцев добился на тренерском поприще, считается одним из основателей ивановской школы бокса. За долгие годы тренерской деятельности подготовил многих талантливых бойцов, в том числе его учениками были чемпион юношеского первенства СССР Лев Мазо и трёхкратный чемпион СССР, участник летних Олимпийских игр в Хельсинки Юрий Соколов.
Умер в 1956 году. Ежегодно в Иваново проводится мемориальный турнир Василия Васильевича Кудрявцева, куда съезжаются сильнейшие юниоры центральной части России.